# DFK International
DFK International ist ein weltweit tätiger Unternehmensverbund von rund 220 unabhängigen Wirtschaftsprüfungs- und Steuerberatungskanzleien, das in 92 Ländern vertreten ist und 1962 in London gegründet wurde. Es ist als Private company limited by guarantee in England und Wales registriert.
Die Hauptgeschäftsstelle befindet sich in London.
In den Verbundkanzleien arbeiten an 419 Standorten mehr als 10000 Mitarbeiter. Die angehörigen Kanzleien und Unternehmen zahlen der Dachorganisation eine umsatzabhängige Gebühr. Das Gebührenvolumen belief sich 2017 auf 1,3 Milliarden US-Dollar. Die Mitglieder profitieren z. B. durch Koordination von länderübergreifenden Beratungsleistungen für ihre Kunden im KMU-Bereich und Expatriates. Im Vordergrund stehen Wirtschaftsprüfung, Unternehmensgründungen im Ausland, Steuerberatung, und mehrwertsteuerliche Fiskalvertretung.
In Deutschland gehört DFK International zu den zehn größten Netzwerken, dort gehört unter anderem die Sozietät Esche Schümann Commichau dem Netzwerk an.